# Acanthoclita
Acanthoclita es un género de polillas tortrícidas, categorizado en la tribu Grapholitini, de la subfamilia Olethreutinae. Fue descrito por Alexey Nikolaievich Diakonoff en 1982.

## Especies
- Acanthoclita acrocroca Diakonoff, 1982
- Acanthoclita argyrotorna (Diakonoff, 1984)
- Acanthoclita balanoptycha (Meyrick, 1910)
- Acanthoclita balia Diakonoff, 1982
- Acanthoclita bidenticulana (Bradley, 1957)
- Acanthoclita conciliata (Meyrick, 1920)
- Acanthoclita dejiciens (Meyrick, 1932)
- Acanthoclita expulsa Razowski, 2016
- Acanthoclita hilarocrossa (Meyrick, in de Joannis, 1930)
- Acanthoclita iridorphna (Meyrick, 1936)
- Acanthoclita pectinata (Diakonoff, 1988)
- Acanthoclita phaulomorpha (Meyrick, 1927)
- Acanthoclita trichograpta (Meyrick, 1911)